# César Bielich
César Bielich Pomareda (Lima, 27 de septiembre de 1873-íb., 19 de marzo de 1950), fue un marino peruano. Ministro de Marina y Aviación en la efímera Junta de Gobierno presidida por Manuel Ponce Brousset (1930).

## Biografía
Hijo de Adriano Bielich Mirandoli y Marcelina Pomareda Beltrán. De ascendencia croata.
Ingresó a la Escuela Naval en 1888, egresando como guardiamarina en 1894. Inició su servicio a bordo del transporte Santa Rosa, sirviendo luego en la Escuela Náutica de Paita y en la Escuela Naval, así como a bordo de los vapores Chalaco y Constitución. 
En 1905 viajó a Europa como ayudante del jefe de la Comisión de Construcción de los cruceros Almirante Grau y Coronel Bolognesi, con los que se inició la repotenciación de la Marina de Guerra. Regresó a bordo del Almirante Grau, del cual fue segundo comandante en 1908. 
Fue subdirector de la Escuela Naval (1909-1913), pasando luego a ser comandante del crucero Coronel Bolognesi. En los años siguientes ocupó diversos cargos, como el de presidente de la Comisión Calificadora, inspector de las Guaneras y del Carguío del Guano, y otra vez comandante del Coronel Bolognesi. 
Fue ascendido a contralmirante en enero de 1930 y fue nombrado director de Personal de Marina. 
El 25 de agosto de 1930 integró la Junta de Gobierno presidida por el general Manuel Ponce, instalada tras la caída de Augusto B. Leguía. Esta Junta duró apenas unos días, antes de dar pase a la presidida por el teniente coronel Luis Sánchez Cerro. 
Pasó al retiro en diciembre de 1935.